# Piper alveolatifolium
Piper alveolatifolium är en pepparväxtart som beskrevs av William Trelease. Piper alveolatifolium ingår i släktet Piper och familjen pepparväxter. Inga underarter finns listade i Catalogue of Life.